# Xanthopimpla terminalis
Xanthopimpla terminalis là một loài tò vò trong họ Ichneumonidae.